# Route nationale 242 (Argentine)
Pour les articles homonymes, voir Route 242.

En rouge : la nationale 242

La Ruta Nacional 242 est une route d'Argentine, entièrement asphaltée, qui se trouve dans le département de Picunches, dans la partie ouest de la province de Neuquén. Par son parcours de 60 kilomètres, elle relie la route nationale 40 aux environs de la ville de Las Lajas au col andin Paso de Pino Hachado, à 1 864 mètres d'altitude, à la frontière chilienne. Dans ce pays, elle se prolonge en tant que route CH-181. 

Jusqu'en 2004 la 242 faisait partie de la route nationale 22. 
Cette route est une section importante de l'« Eje del Sur » (Axe du Sud) , l'un des grands axes d'intégration sud-américains définis par l'IIRSA.

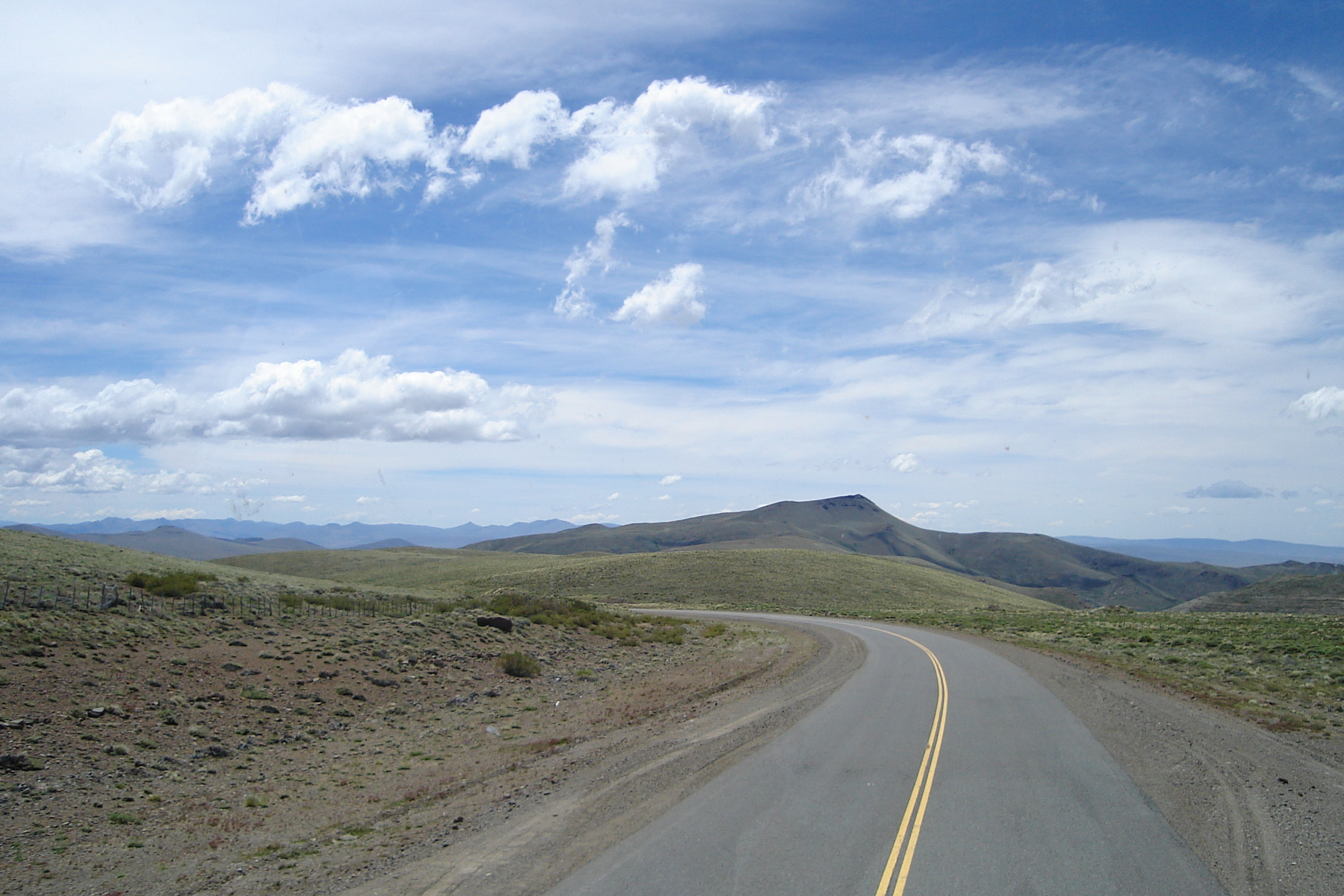
La route 242 près du col Pino Hachado.